# Oreocharis notochlaena
Oreocharis notochlaena är en tvåhjärtbladig växtart som först beskrevs av Augustin Abel Hector Léveillé och Eugène Vaniot, och fick sitt nu gällande namn av Augustin Abel Hector Léveillé. Oreocharis notochlaena ingår i släktet Oreocharis och familjen Gesneriaceae. Inga underarter finns listade i Catalogue of Life.